# Jelena Alekszandrovna Lihovceva
Jelena Alekszandrovna Lihovceva (oroszul: Елена Александровна Лиховцева; Almati, 1975. szeptember 8. –) orosz teniszezőnő. 1992-ben kezdte profi pályafutását, eddigi karrierje során három egyéni és huszonhét páros WTA-tornát nyert meg. Legjobb egyéni világranglista-helyezése tizenötödik volt, ezt 1999 októberében érte el. Két alkalommal nyert Grand Slam-tornát vegyes párosban.

## Grand Slam-győzelmei
- Australian Open
  - Vegyes páros: 2007
- Wimbledoni teniszbajnokság
  - Vegyes páros: 2002

## Év végi világranglista-helyezései
| Év       | 1992 | 1993 | 1994 | 1995 | 1996 | 1997 | 1998 | 1999 | 2000 | 2001 | 2002 | 2003 | 2004 | 2005 | 2006 | 2007 | 2008  |
| Helyezés | 353. | 67.  | 62.  | 45.  | 18.  | 31.  | 26.  | 18.  | 21.  | 36.  | 42.  | 37.  | 24.  | 17.  | 42.  | 66.  | 1046. |